# حزب الإنقاذ الوطني الكمبودي
حزب الإنقاذ الوطني الكمبودي (بالخميرية: គណបក្សសង្រ្គោះជាតិ) كان أحد أبرز الأحزاب السياسية في كمبوديا. تأسس عام 2012 عن اندماج حزب سام رينسي وحزب حقوق الإنسان.
يؤمن الحزب بتعزيز الحريات وحقوق الإنسان وإجراء انتخابات حرة ونزيهة والدفاع عن ما يسميها «الكرامة الوطنية» للبلاد. أصبح حزب الإنقاذ المنافس الرئيسي والوحيد لحزب الشعب الكمبودي بعد انتخابات عام 2013. اتخذ الحزب من صورة لشمسٍ مشرقة وعبارة «أنقذْ، أخدمْ، احمِ» (សង្គ្រោះ បម្រើ ការពារ) شعارين له.
أدى اعتقال رئيس الحزب كيم سوكا في شهر سبتمبر عام 2017 إلى تعريض مصير الحزب للخطر وتهديده بالانحلال وذلك بناء على إدعاءات بوجود مخطط أجنبي للإطاحة برئيس الوزراء هون سين من حزب الشعب الحاكم. استمعت المحكمة العليا الكمبودية تحت أمرة رئيس القضاة ديث مونتي وهو عضو من اللجنة الدائمة لحزب الشعب الكمبودي الحاكم لقضية كيم سوكا.
حكمت المحكمة العليا بحل حزب الإنقاذ الوطني الكمبودي بتاريخ 16 نوفمبر عام 2017. وصف رئيس البرلمانيين في مجموعة آسيان لحقوق الإنسان تشارلز سانتياغو هذه الحركة بـ«المسمار الأخير في نعش الديمقراطية الكمبودية». وهكذا فقد أدى هذا الحكم إلى فقدان جميع موظفي الحكومة المنتسبين لحزب الإنقاذ لمناصبهم ومنهم جميع رؤساء البلديات الـ489 وأعضاء البرلمان الـ55 المنتسبين للحزب وتحول مناصبهم إلى الأحزاب الأخرى. كما فرض حظر على الممارسة السياسية على 118 مسؤول رفيع المستوى من الحزب لمدة خمسة سنوات. نحو نصف الأعضاء البرلمانيين السابقين من الحزب ومنهم نائبة رئيس الحزب مو سوتشوا كانوا قد فروا من كمبوديا قبل شهر أكتوبر خوفاً من سجهم في السجون من قِبل الحزب الحاكم. أدى الحل القسري للحزب بإطلاق إدانات واسعة من المجتمع الدولي ودعوات بالتراجع عن القرار.

## البرنامج الحزبي
يتألف البرنامج الحزبي للحزب من سبعة نقاط أساسية:
- معاش تقاعدي قدره 40,000 ريال كمبودي أو 10 دولار أمريكي شهرياً للأشخاص المسنين الذين يبلغ عمرهم 65 سنة فما فوق.
- حد أدنى للأجور يبلغ 600,000 ريال أو 150 دولار أمريكي شهرياً للعاملين.
- حد أدنى للأجور يبلغ 1,000,000 ريال أو 250 دولار أمريكي في الشهر للموظفين الحكوميين.
- ضمان لأسعار المنتجات الزراعية (الحد الأدنى لسعر الأرز عند 1000 ريال أو 0.25 دولار أمريكي لكل كيلوغرام) ولأسواقه.
- رعاية صحية عن مجانية للفقراء.
- فرص متساوية للشباب في الحصول على تعليم جيد والحصول على وظائف.
- تخفيض أسعار الوقود والأسمدة والكهرباء وفوائد القروض.

## السياسات

### السياسة الداخلية
ترتكز السياسة الداخلية لحزب الإنقاذ الوطني على تعزيز المصالحة الوطنية عن طريق حظر التمييز والمحسوبية على أساس مجموعة من المبادئ:
- النضال اللاعنفي والحل السلمي للمشاكل.
- احترام ومراعاة حقوق الإنسان.
- معالجة مسألة الهجرة غير الشرعية من خلال التطبيق الفعال لقانون الهجرة وقانون الجنسية.
- تحقيق العدالة الاجتماعية مع ضمان الدولة لحقوق الإنسان والحريات وتكافؤ الفرص في الحياة السياسية والاقتصادية والاجتماعية.
- إحلال الديمقراطية الليبرالية التعددية حيث تنتمي فيها السلطة إلى الشعب.
- تحقيق التنمية المستدامة مع التركيز على الإنتاج من أجل التصدير والقدرة التنافسية والحفاظ على الموارد الوطنية.
- طرح استفتاء على زواج المثليين.[10]

### الاقتصاد
يدعو حزب الإنقاذ إلى اعتماد اقتصاد السوق الحر القائم على الليبرالية الاقتصادية.
- المنافسة الاقتصادية والتنمية المنصفة.
- إنتاج منتجات محلية من أجل الاستهلاك والتصدير.
- تعزيز المشاريع الصغيرة والمتوسطة وإرساء الثقة للاستثمارات الأجنبية.

### التعليم والتوظيف والشباب
- تنمية الموارد البشرية مع تساوي فرص الحصول على التعليم.
- تقديم مستوى تعليم بمعايير وجودة عالية.
- تدريب تقني ومهني لتأهيل الشباب والشابات وتزويدهم بالمهارات عالية المستوى.
- تقديم القروض الطلابية وخطط المنح الدراسية للتعليم العالي.

### الرعاية الصحية
- اعتماد برنامج رعاية صحية مجانية لجميع المواطنين.
- أنظمة مياه نظيفة ونظافة وصحية.
- إصلاح نظام الرعاية الصحية من خلال تحسين خبرات وأخلاقيات الطواقم الطبية وأحكام الكفاية والمعدات الطبية.

### الزراعة
دعا حزب الإنقاذ الوطني إلى رفع مستوى معيشة المزارعين من خلال العمل على توفير الأراضي الزراعية المناسبة وتوظيف التقنيات الزراعية وتعزيز التنافس وتحسين نوعية المنتجات الزراعية والبحث عن أسواق المنتجات الزراعية وتثبيت نسبة الفائدة على القروض الزراعية إلى واحد في المئة شهرياً.

### حقوق المرأة
يؤمن حزب الإنقاذ بتقوية دور المرأة من أجل تحقيق المساواة في الحقوق بين الجنسين في المجتمع ومنع فرض الاضطهاد ونشر التمييز على أساس الجنس والتحامل ولأجل تعزيز أسس وركائز المجتمع المتقدم من خلال مساهمة كل من النساء والرجال على قدم المساواة في جميع مستويات الحياة العامة والخاصة عبر ضمان الفرص لتحقيق الأمن والاستقلالية المالية للنساء وضمان حصولهن على ذات حقوق الضمان الاجتماعي والتعليم وتملك الأراضي والرعاية الصحية والمساواة أمام القانون والانخراط في لحياة السياسية كتلك التي يستمتع بها الرجال.

## وصلات خارجية
- حزب سام رينسي